# Jan Długosz

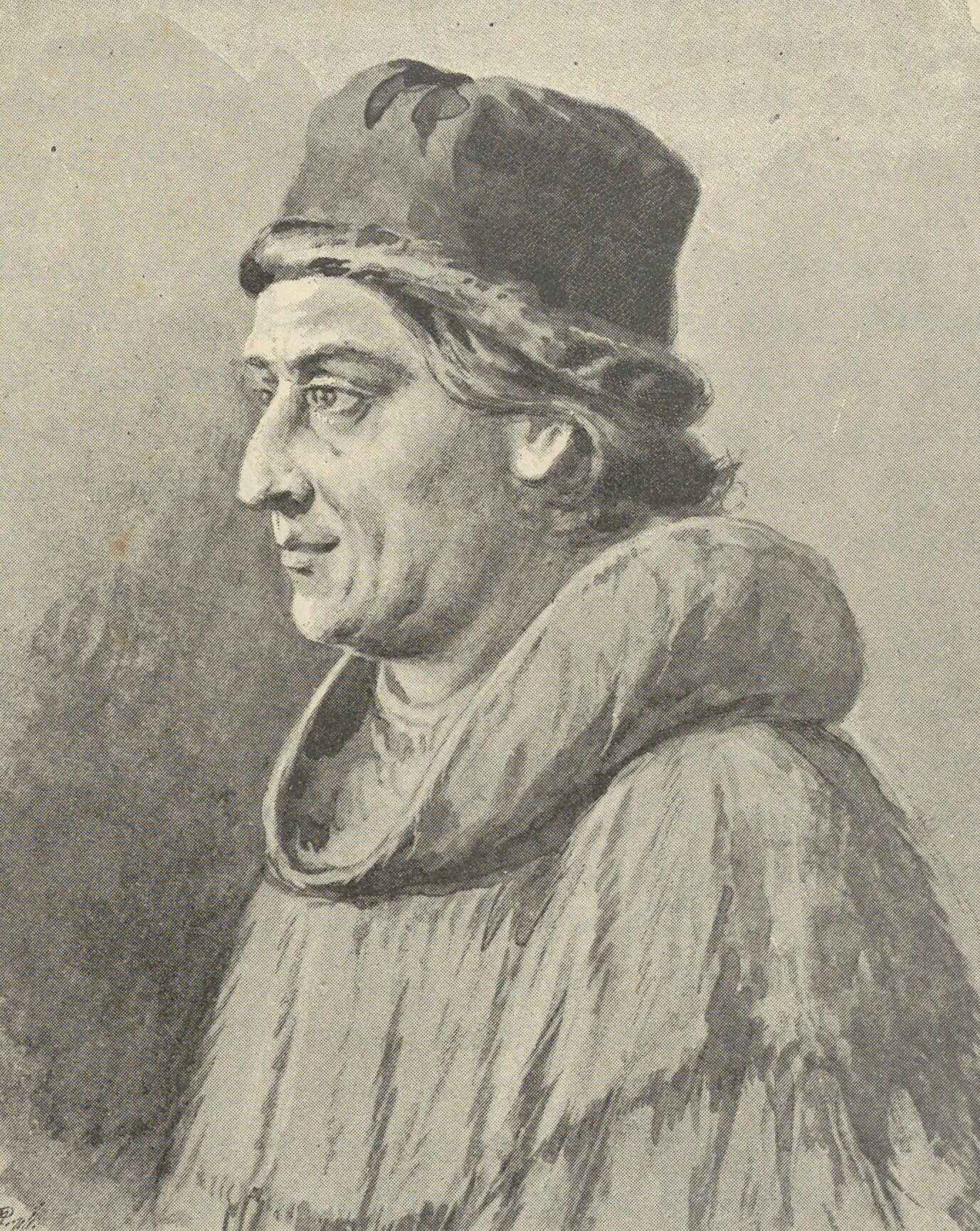
Jan Długosz

Jan Długosz, noto anche come Joannes, Ioannes o Johannes Longinus o Dlugossius (Brzeźnica, 1º dicembre 1415 – Cracovia, 19 maggio 1480), è stato uno storico e prete polacco.

## Biografia
Jan Długosz fu il più importante cronista del primo Rinascimento polacco, oltre ad essere un prete cattolico educato a Cracovia presso l'Università Jagellonica.

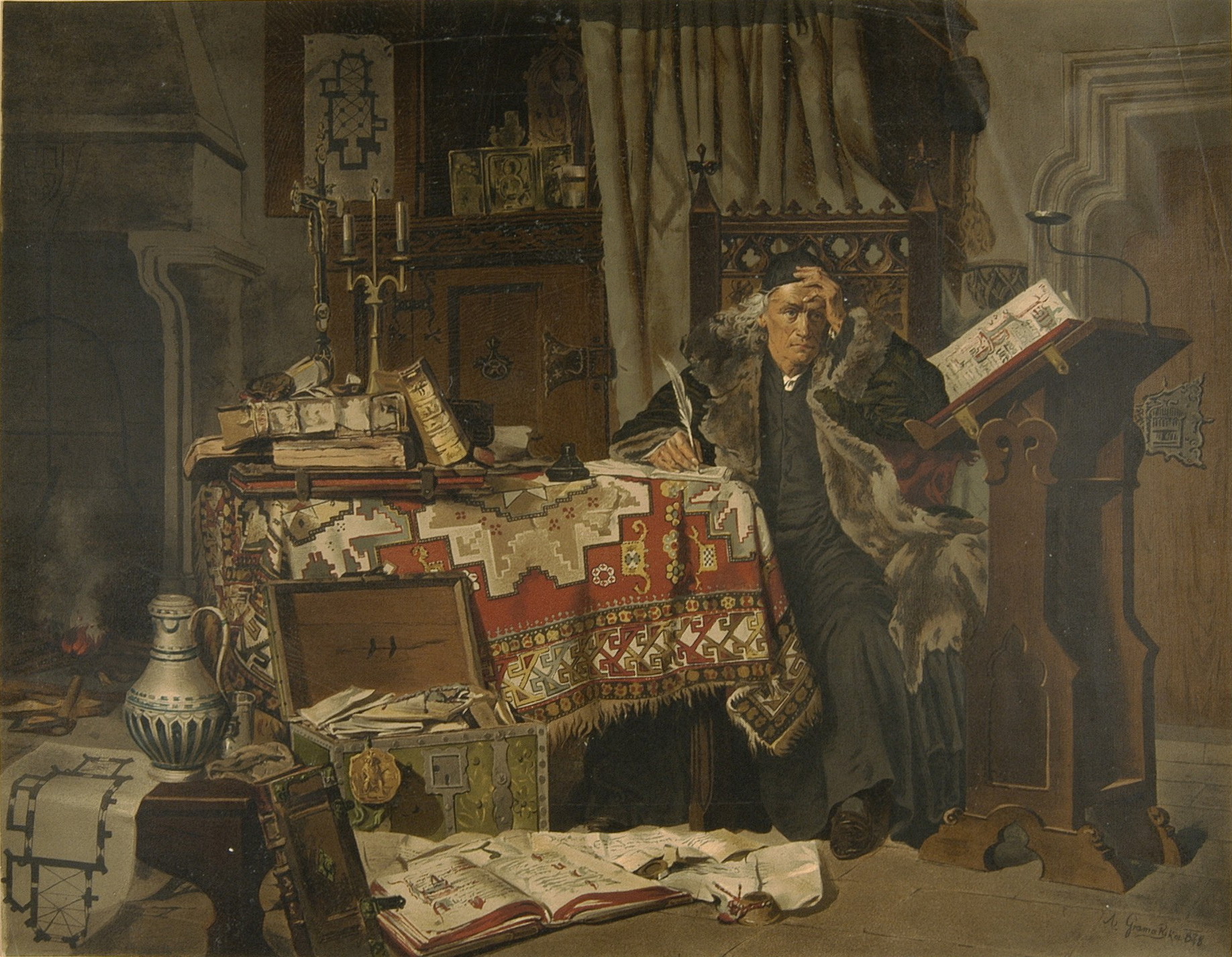
Jan Długosz

Lavorò per conto della dinastia degli Jagelloni, impegnato con la ricerca di fonti e documentazioni storiche affidabili, che lui fu tra i primi a valutare con spirito critico.
Dopo aver conquistato la fiducia e la stima del re Casimiro IV di Polonia, ricevette l'incarico di una delicata missione diplomatica presso i Cavalieri teutonici ed un'altra presso il Papato.

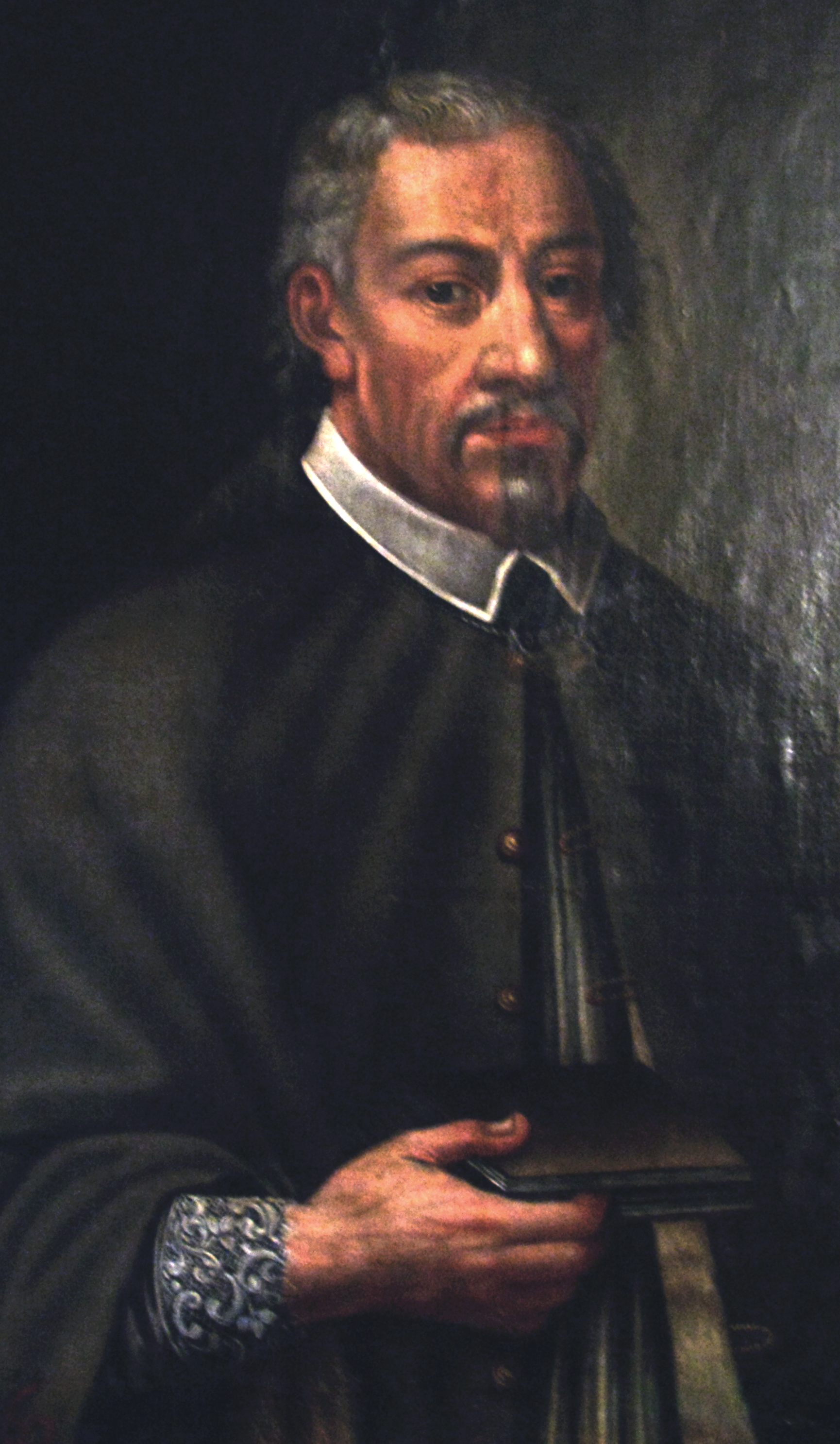
Ritratto di Jan Długosz

Nel 1450, Długosz venne inviato dalla regina Sofia Alšėniškė e dal re Casimiro come mediatore e negoziatore per dissipare i contrasti sorti tra Giovanni Hunyadi ed i nobili della Boemia.
Durante l'anno 1461 una delegazione polacca che includeva Długosz si incontrò con i rappresentanti di Giorgio di Poděbrady in Slesia, e dopo sei giorni di trattative le due fazioni firmarono un accordo di pace.
Dal 1466 fu precettore dei figli del re Casimiro e grazie anche alla sua formazione diplomatica svolta come segretario del vescovo Zbigniew Oleśnicki, incominciò a redigere, in latino, la sua Historia Polonica suddivisa in ben dodici volumi, seguendo l'esempio di Tito Livio, dove raccolse tutte le vicende storiche non solamente della Polonia, ma anche dell'Europa a partire dalle sue origini, (circa 965) sino al 1480.
Uno dei meriti principali di Długosz, rispetto ai suoi predecessori, fu di aver accolto favorevolmente fonti di informazione straniere, raccolte durante i suoi numerosi viaggi, e di aver "scavalcato" il materiale tradizionale laddove si dimostrasse leggendario, anche se talvolta, nel caso di insufficienza di materiale storico, l'autore dimostrò una buona dose di fantasia e di coraggio interpretativo, soprattutto nei riguardi delle idee politiche di Olešnicki. La sua opera monumentale fu stampata solamente nel 1618.
Altre opere di una certa importanza risultarono Banderia Prutenorum, incentrata sulla descrizione dei vessilli conquistati dai polacchi nella battaglia di Grunwald, le Vitae dei santi e dei vescovi polacchi e il Liber beneficiorum dioecesis Cracoviensis ("Libro dei beni della diocesi di Cracovia"), dove l'autore riportò anche i confini della Polonia dell'epoca.
Il suo corpo è sepolto, insieme ad altri famosi patrioti, scrittori e artisti polacchi, nella chiesa di San Michele Arcangelo e San Stanislao (Skałka) a Cracovia.

## Opere
- Liber beneficiorum dioecesis Cracoviensis
- Annales seu cronicae incliti Regni Poloniae (Annali o cronache del famoso regno di Polonia)

Roczniki, czyli kroniki sławnego Królestwa Polskiego (nuova traduzione in polacco degli Annales, 1961–2006)
The Annals of Jan Dlugosz (Traduzione in inglese delle sezioni più importanti dell'opera, ISBN 1-901019-00-4)
- Historiae Polonicae libri xii (Storie della Polonia, in XII libri; scritta nel periodo 1455–80; pubblicato per la prima volta nel 1711–12, in 2 volumi)
- Banderia Prutenorum, libro delle bandiere, completato nel o subito dopo il 1448.